# Johannes Schmitz (Musiker)
Johannes Schmitz (* 1987 in Saarlouis) ist ein deutscher Jazz- und Fusionmusiker (Gitarre, Komposition).

## Leben und Wirken
Schmitz, der in einer musikalischen Familie aufwuchs, erhielt im Alter von sieben Jahren den ersten Gitarrenunterricht. Zunächst beeindruckten ihn die Songs der Beatles. Ab 1998 spielte er in Metal- und Punk-Bands und orientierte sich dann an Frank Zappa. In das Spiel der Jazzgitarre führte ihn dann Frank Jacob als Gitarrenlehrer ein. Er studierte in Köln an der Musikhochschule und Universität, um in Saarbrücken Lehrer an der Gemeinschaftsschule Ludwigspark  zu werden.
Schmitz wirkte zudem in vielen Band-Projekten: Mit dem Pianisten Manuel Krass und dem Schlagzeuger Daniel Weber bildete er das Trio Krassport, das 2010 und 2012 zwei Alben bei JazzHausMusik veröffentlichte. Mit dem Trompeter Daniel Schmitz, seinem älteren Bruder, unterhält er das Duo NebenDaNeben (Album 2012 bei gligg records) und das Trio Botanic Mob (gemeinsam mit Jörg Fischer). Mit Christof Thewes arbeitet er im Quintett Hydropuls und im Trio Thewes-Prätzlich-Schmitz. Sein Trio Uhl erweiterte sich mit Saxophonist Wollie Kaiser zum Quartett. Weiterhin spielt er in der Noise-Rock-Band Ulnaris Sulcus, einem Impro-Jazz Projekt mit Live-Elektroniker Uli Böttcher und einem akustischen Duo mit der Sängerin Élodie Brochier, mit der er auch im Quartett Ulnaris auftritt. Weiterhin gehörte er zum Quartett Bagabonds von Kaori Nomura.
2013 wurde Schmitz als bester Instrumentalist mit dem HfM-Jazzpreis der Musikhochschule des Saarlandes ausgezeichnet.

## Diskographische Hinweise
- Generation Well (JazzHausMusik 2014, solo)
- Fischer – Böttcher – Schmitz + Mahall: Sizzle Club mit Rudi (sporeprint 2021)
- SteDaJoDa: Schwebend (Creative Sources, mit Stefan Scheib, Daniel Studer, Daniel Weber)
- Ulnaris: Comme un cheval fou (Bandcamp 2023, mit Élodie Brochier, Lukas Konzelmann, Pascal Zimmer)